# 소쉬르뒤쥐
소쉬르뒤쥐(Sorex saussurei)는 땃쥐과에 속하는 포유류의 일종이다. 멕시코의 토착종이다. 과테말라와 멕시코에 격리되어 분포한다.

## 아종
- Sorex saussurei godmani
- Sorex saussurei saussurei